# Óscar Higares
Óscar García Higares (Madrid, 22 de julio de 1971), conocido como Óscar Higares, es un torero retirado, modelo y actor español. Como torero salió en una ocasión por la puerta grande de Las Ventas.

## Biografía
Creció en un ambiente taurino, siendo su padre el torero salmantino Aurelio García y su abuelo el mayoral de la ganadería Atanasio Fernández. Comenzó en la escuela taurina de Madrid en 1985, debutando como novillero el 19 de agosto de 1988 en Santa Cruz del Retamar (Toledo). El 11 de mayo de 1991 debutó con picadores en Valdemoro y cinco meses más tarde (6 de octubre de 1991) se presentó en Las Ventas junto a Miguel Martín y Félix Juan y con novillos de la ganadería de Gabriel Rojas. 
Tomo la alternativa y realizó su confirmación en la plaza de Las Ventas, el 12 de octubre de 1992, apadrinado por Roberto Domínguez y como testigo actuó Pepe Luis Vázquez con toros de la ganadería Manolo González. El 21 de junio de 1993 salió por la puerta grande de Las Ventas, cortando dos orejas al toro Escribiente de Victorino Martín. Ese año debutó en Francia, en Béziers, y en Ecuador en Quito. Confirmó su alternativa en la Monumental de México el 15 de enero de 1995, siendo David Silveti su padrino y Miguel Espinosa "Armillita" de testigo, con toros de la ganadería Piedras Negras. El 12 de julio de 1997 formó parte, junto a Sergio Sánchez y Domingo Valderrama, del cartel de la corrida de toros en Pamplona que fue suspendida minutos antes de su comienzo por el asesinato de Miguel Ángel Blanco. En 2002 indultó a Tacañito de la ganadería Ernesto Rodríguez en la Feria del Sol de Mérida (Venezuela).
Desde los años 2000 compaginó su carrera como torero con una carrera como actor y modelo, participando, además, en concursos televisivos y como invitado en diferentes programas de televisión, como La hora de José Mota (2009). En 2007 participó en el popular concurso ¡Mira quien baila! y 2008 formó parte del reparto de la serie Ponme una nube, Rocio en Canal Sur, de la productora Lince TV, que también produjo la exitosa Arrayán. Se retiró definitivamente de los ruedos en 2011. En 2010 concursó en el formato de telerrealidad de audiencias masivas Supervivientes.  Después de otros trabajos como actor en series como Bandolera (2012), se consolidó como actor en el reparto de Gigantes (2018), serie Enrique Urbizu que obtuvo el respaldo de la crítica. Además, ese año fue concursante en el formato de éxito de audiencia Masterchef Celebrity y fue invitado a la final de Maestros de la Costura. En la actualidad continúa con su carrera de actor, encarnando a Domingo Dominguín en la serie Bosé (2022) y formando parte del reparto de Servir y Proteger (2022).

## Televisión

### Series de televisión
| Año         | Título                | Cadena     | Personaje           | Episodios       |
| ----------- | --------------------- | ---------- | ------------------- | --------------- |
| 2006        | Ellas y el sexo débil | Antena 3   |                     | 2 episodios     |
| 2008        | Ponme una nube, Rocío | Canal Sur  | Mateo               | 22 episodios    |
| 2009        | Yo soy Bea            | Telecinco  |                     | 2 episodios     |
| 2012        | Bandolera             | Antena 3   | Gallito Higares     | 5 episodios     |
| 2015        | Gym Tony              | Cuatro     | Óscar               | 1 episodio      |
| 2016        | Víctor Ros            | La 1       | Bandolero           | 2 episodios     |
| 2018 - 2019 | Gigantes              | Movistar+  | Caracaballo         | 6 episodios     |
| 2021        | Libertad              | Movistar+  | Bandolero           | 5 episodios     |
| 2022 - 2023 | Servir y proteger     | La 1       | Lorenzo Galván      | 68 episodios    |
| 2022        | El inmortal           | Movistar+  | César               | 2 episodios     |
| 2022        | Bosé                  | Paramount+ | Domingo Dominguín   | 1 episodio      |
| 2023 - 2024 | Entrevías             | Telecinco  | Antonio Romero      | Temporada 3 i 4 |
| 2025        | Cuando nadie nos ve   | MAX        | Jefe de la cofradía | Temporada 1     |

### Programas de televisión
| Año         | Programa                 | Canal                | Notas       |
| ----------- | ------------------------ | -------------------- | ----------- |
| 1998        | El Grand Prix del verano | La 1                 | Colaborador |
| 2001 - 2020 | Pasapalabra              | Telecinco / Antena 3 | Invitado    |
| 2006        | El club de Flo           | La Sexta             | Colaborador |
| 2007        | Channel nº4              | Cuatro               | Colaborador |
| 2009        | La hora de José Mota     | La 1                 | Actor       |
| 2009        | El hormiguero            | Cuatro               | Invitado    |
| 2011        | ¡Qué tiempo tan feliz!   | Telecinco            | Invitado    |
| 2016        | Hable con ellas          | Telecinco            | Invitado    |
| 2018        | Maestros de la costura   | La 1                 | Invitado    |
| 2020        | Dar cera, pulir 0        | Movistar+            | Invitado    |
| 2020        | El cazador               | La 1                 | Invitado    |

### Concursos
| Año  | Programa                         | Canal     | Notas                      |
| ---- | -------------------------------- | --------- | -------------------------- |
| 2007 | ¡Mira quien baila!               | La 1      | Concursante - 3º finalista |
| 2010 | Supervivientes                   | Telecinco | Concursante - 7º expulsado |
| 2018 | MasterChef Celebrity             | La 1      | Concursante - 7º expulsado |
| 2025 | Maestros de la costura Celebrity | La 1      | Concursante- 6º expulsado  |

## Vida privada
Está casado con Sandra Álvarez (hermana de Ana Álvarez), su pareja desde 1991, y tiene tres hijas, India, Martina y Chloe.